# Oberpfälzer Wald
Oberpfälzer Wald (tschechisch Český les, Böhmischer Wald) er et tysk Mittelgebirgslandskab, syd for Fichtelgebirges og nord for Bayerischer Wald langs grænsen mellem Tyskland (Bayern) og Tjekkiet. 

## Geografi
Oberpfälzer Wald er omkring 100 km lang mellem byerne Waldsassen i nord og Waldmünchen i syd. Mod syd ligger dalene Cham-Further Senke, Neumarker Senke, Neumarker Pass og Neugedeiner Furche, som adskiller området fra Böhmerwald.
Kendetegnende for bjergområdet er dybe dale, borgruiner og afsidesliggende kirker og kapeller. Karakteristisk er også de mange skovrydninger, hvor man i middelalderen med små hammermøller ved områdets bække og floder har forarbejdet lokalt udvundet jern. Det er det store træforbrug ved denne proces, der stadig sætter spor i landskabet.

## Bjerge
De højeste bjerge i Oberpfälzer Wald er : * Čerchov ("Schwarzkopf"; 1042 m), Tjekkiet
- Dyleň ("Tillenberg"; 939 m), Tjekkiet
- Entenbühl (901 m), Bayern
- Weingartenfels (896 m), Bayern
- Signalberg (888 m), Bayern
- Reichenstein (874 m), Bayern
- Frauenstein (835 m), Bayern
- Schellenberg (829 m), Bayern
- Stückstein (808 m), Bayern
- Steinberg (802 m), Bayern
- Fahrenberg (801 m), Bayern
- Schwarzwihrberg / Schloßberg (706 m), Bayern
- Fischerberg (633 m), Bayern
- Heiligdreifaltigkeitsberg (631 m), Bayern
- Johannisberg (605 m), Bayern
- Gibacht (938 m), Bayern

## Byer og landsbyer i Oberpfälzer Wald
- Bärnau
- Bechtsrieth
- Eslarn
- Falkenberg
- Floß
- Flossenbürg
- Freudenberg
- Leuchtenberg
- Mantel
- Moosbach
- Nabburg
- Neualbenreuth
- Neunburg vorm Wald
- Niedermurach
- Pleystein
- Plößberg
- Oberviechtach
- Rötz
- Schirmitz
- Schönsee
- Schwandorf
- Tännesberg
- Tirschenreuth
- Vohenstrauß
- Waidhaus
- Waldmünchen
- Waldsassen
- Waldthurn
- Weiden

## Floder
Oberpfälzer Wald har flere floder deres udspring
- Wondreb
- Waldnaab
- Mies
- Pfreimd
- Schwarzach
- Hammerbach

## Borge og borgruiner
- Burg Neuhaus
- Burg Trausnitz
- Burg Falkenberg (Oberpfalz)
- Haus Murach
- Burgruine Leuchtenberg
- Burgruine Parkstein
- Ruine Störnstein
- Burg Schellenberg
- Burg Flossenbürg
- Burg Frauenstein ved Winklarn
- Ruinen Reichenstein ved Schönsee
- Ruinen Schwärzenberg
- Ruinen Schwarzenburg
- Burg Thannstein
- Waldau
- Wildenau

## Naturseværdigheder
- Muglbachvandfaldet: i skoven mellem Neualbenreuth og Mähring
- Waldnaabtal: mellem Falkenberg og Windischeschenbach
- Stiftländer Teichpfanne: Teichgebiet i Dreieck Tirschenreuth, Wiesau, Mitterteich
- Teufelsküche: består af Granitbastionen i floddal syd for Tirschenreuth
- Wolfenstein: er en markant granitblock ved Hohenwald
- Parkstein: schönster Basaltkegel Europas (citat af Alexander von Humboldt)
- Doost
- Schlossberg Flossenbürg